# Philippe Sarchi
Pour les personnes ayant l'un des mêmes patronymes, voir Sarchi et Morpurgo.
François Philippe Sarchi, originellement Samuel Morpurgo, né à Gradisca d'Isonzo en Italie en 1764, mort à Paris en 1830, est un juriste, linguiste, philologue d'origine illyrienne, spécialisé dans l'italien et l'hébreu.
De formation juridique et linguistique, il devient professeur à l'université de Vienne ; il écrit divers ouvrages sur la langue, la grammaire et la poésie italiennes. Il est ensuite notaire à Trieste, puis linguiste et traducteur à Paris et à Londres.
Il se consacre alors à l'étude de la littérature et de la philologie hébraïque. Ses travaux principaux sur le sujet sont un ouvrage sur la poésie hébraïque, et une grammaire hébraïque.

## Biographie
Philippe Sarchi, ou François Philippe Sarchi, en italien Francesco Filippo Sarchi, est né à Gradisca d'Isonzo en Frioul-Vénétie Julienne, le 24 août 1764, sous le nom de Samuel Morpurgo,,. Il est le fils d'Elia Morpurgo (1740-1830) alias Joseph Sarchi ou Joseph Sarker, grand-rabbin de Gradisca, qui est notamment l'auteur du Discorso alla nazione Ebrea (Discours à la Nation hébraïque) et du Discorsi di tolleranza (Discours sur la tolérance) en 1783, et de Vittoria Finzi, originaire de Ferrare.
Le jeune Samuel commence ses études avec un précepteur, Raffaele Luzzatto, mais il est renvoyé pour vol. Il poursuit alors sa scolarité à partir de 1782 au lycée des Scopoli (Ginnasio degli Scopoli) où l'enseignement est prodigué en latin et en allemand.
Samuel Morpurgo part en 1787 suivre ses études supérieures à Vienne, en Autriche. Il s'inscrit en droit et en philosophie. Sa famille prend en 1788 le nom de Sarker ou Sarchi.
Samuel Sarchi se convertit temporairement et devient chrétien sous le nom de Franz Philipp Sarchi en 1790, à 25 ans. Il est baptisé le 5 janvier 1790 à Saint-Étienne de Vienne par le P. Fast, avec les prénoms Franz Philipp ou Franz de Paula Philipp (François de Paule Philippe), et le nom Sarchi ou Sarcher,. Sa conversion pourrait être liée aux circonstances, puisqu'il se reconvertit plus tard au judaïsme. Yona Dureau et Monique Burgada y voient le signe d'une inquiétude religieuse et citent Filippo Sarchi comme l'exemple de « conversion double, c'est-à-dire de juifs qui, après avoir embrassé le christianisme reviennent à la religion de leurs pères ». Philippe Sarchi est qualifié par les mêmes auteurs d'« écrivain jacobin » et d'ami de Joseph von Sonnenfels.

### Juriste, enseignant, linguiste

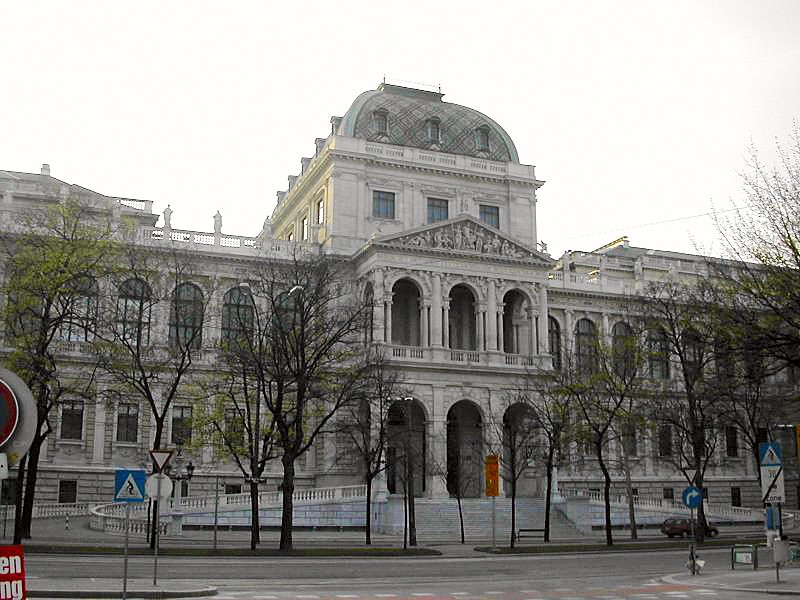
L'université de Vienne, où Sarchi est professeur à 30 ans.

Docteur en droit, Philippe Sarchi devient le premier titulaire de la chaire d'italien à la Faculté de droit de l'Université de Vienne en 1794, et est officiellement nommé professeur l'année suivante, à 30 ans,. Il est membre de l'Académie royale (Real Accademia) de Florence et de l'académie des Arcades de Rome.
Il publie alors ses trois premiers ouvrages : un manuel d'italien à l'usage de ses étudiants allemands, Theoretisch-praktische italienische Sprachlehre, en 1795 ; une grammaire italienne, Grammatica italiana, la même année ; et un recueil de poèmes italiens, Ape poetica o il fior da fiore delle migliorie poesie italiane, en 1797. Il collabore aussi à des œuvres de son père, et reste titulaire de sa chaire d'italien jusqu'en 1806.
Il est un partisan enthousiaste de Napoléon Bonaparte et déménage à Trieste, où il est notaire impérial et royal à partir de 1806. Il s'y reconvertit au judaïsme en 1807, et fait circoncire son fils aîné,. Il entre à la loge maçonnique « Vedovella », en même temps que son frère Isach Leon Sarchi (ex-Morpurgo). Mais il est chassé de Trieste cette même année 1809, expulsé à cause de ses idées politiques et surtout religieuses.
En janvier 1813, Sarchi adresse un mémoire à l'administration des Provinces illyriennes. Il y prend la défense des Juifs, et demande au gouvernement français de soutenir la promotion humaine notamment par des moyens pédagogiques. Il est ensuite momentanément précepteur, des enfants du duc d'Otrante, alors gouverneur des Provinces illyriennes. Devant l'avance des armées de la Sixième Coalition, en cette même année 1813, il s'échappe et se réfugie à Paris.
Sarchi partage alors son temps entre Paris et Londres. Il devient consultant juridique, professeur d'italien, traducteur et interprète juré.
La police politique française le surveille sous la Restauration : ses opinions bonapartistes, ses voyages, ses liens avec les pays et les ressortissants étrangers, les journaux en caractères hébreux qu'il reçoit lui attirent à Paris l'attention de la police politique, qui le surveille une première fois en 1821, et de nouveau en 1825-1827. Les rapports de police le décrivent alors comme un vieil homme d'un caractère extrêmement ardent et acrimonieux, bien que cacochyme, de peu de ressources, au discours attestant de « mauvaises » doctrines politiques, regrettant Bonaparte, fréquentant assidûment les synagogues. En 1824, il quitte Paris pour Londres, puis revient à Paris.

### Travaux hébraïques
Philippe Sarchi se consacre à des études hébraïques, portant notamment sur la littérature, la philologie et la grammaire hébraïques.
Polyglotte et de solide formation classique, il maîtrise au moins l'hébreu, le grec, l'araméen, le latin, l'arabe, l'italien, l'allemand, le yiddish, le français, l'anglais. Il écrit ses œuvres et ses contributions successivement ou alternativement en allemand, en italien, en français, en anglais. Il les signe Morpurgo, Sarchi, M. Sarchi, Filippo Sarchi, Samuel Sarchi, Philip Sarchi, Philippe Sarchi.
En 1817, il collabore à l'Israélite français, et y écrit des « articles remarquables »,. Il collabore aussi notamment à La Minerve littéraire, où il publie des articles sur la poésie arabe, sur la poésie italienne, et diverses contributions et recensions. Il publie par ailleurs un almanach. Il se lie avec le grand rabbin Abraham Vita de Cologna et avec l'érudit sémitisant Antoine-Isaac Silvestre de Sacy.

#### La poésie hébraïque
Il écrit en anglais et fait paraître à Londres en 1824 « An Essay on hebrew Poetry ancient and modern » (« Essai sur la poésie hébraïque ancienne et moderne ») un essai sur la poésie hébraïque au fil des âges, qui va des textes sacrés aux auteurs modernes. Il s'attache surtout aux figures employées en poésie, les classe par analogie, à partir des livres poétiques de la Bible, s'étend à la rhétorique, passe en revue l'histoire abrégée de la littérature hébraïque, et recense les influences grecques et latines sur les compositions poétiques récentes en hébreu. Cet essai est réédité en 2009.

#### Grammaire hébraïque

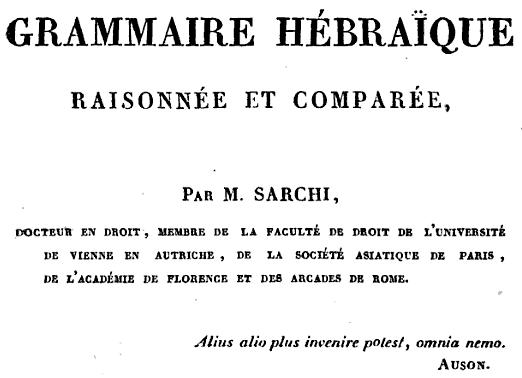
Extrait de la page de titre de sa Grammaire hébraïque, édition de 1828.

Philippe Sarchi publie ensuite en 1827 sa « Grammaire hébraïque raisonnée et comparée ». Ce nouvel ouvrage est lui aussi bien accueilli par la communauté scientifique, avec de longues recensions positives. Champollion écrit que « cet ouvrage (...) justifie les promesses de son prospectus. (...) Il sera donc bien reçu par nos hébraïsants et par tous ceux qui, admis à l'étude des langues orientales, reconnaissent à la langue hébraïque l'importance réelle qu'elle présente comme langue biblique et comme partie essentielle de l'une des plus anciennes familles de langues de l'Asie. »
Léon Halévy indique que « M. Sarchi prend place au rang de nos premiers philologues, et sa grammaire parmi les plus beaux ouvrages qu'ait produits l'étude des langues », et que sa grammaire hébraïque a reçu aussi les suffrages de Silvestre de Sacy,. Ce dernier a participé à la grammaire par ses suggestions et ses conseils, suivis par Sarchi, mais qui ont donné lieu à une polémique de terminologie avec Sam. Lee. Cette grammaire est plusieurs fois rééditée, avec ajouts et corrections, puis copiée ou prolongée par d'autres auteurs.
Philippe Sarchi est membre de la Société asiatique de Paris, de l'Académie de Florence et de l'académie des Arcades de Rome.
Il est mort à Paris en 1830, ou en 1829 selon Salah.

### Vie de famille, postérité

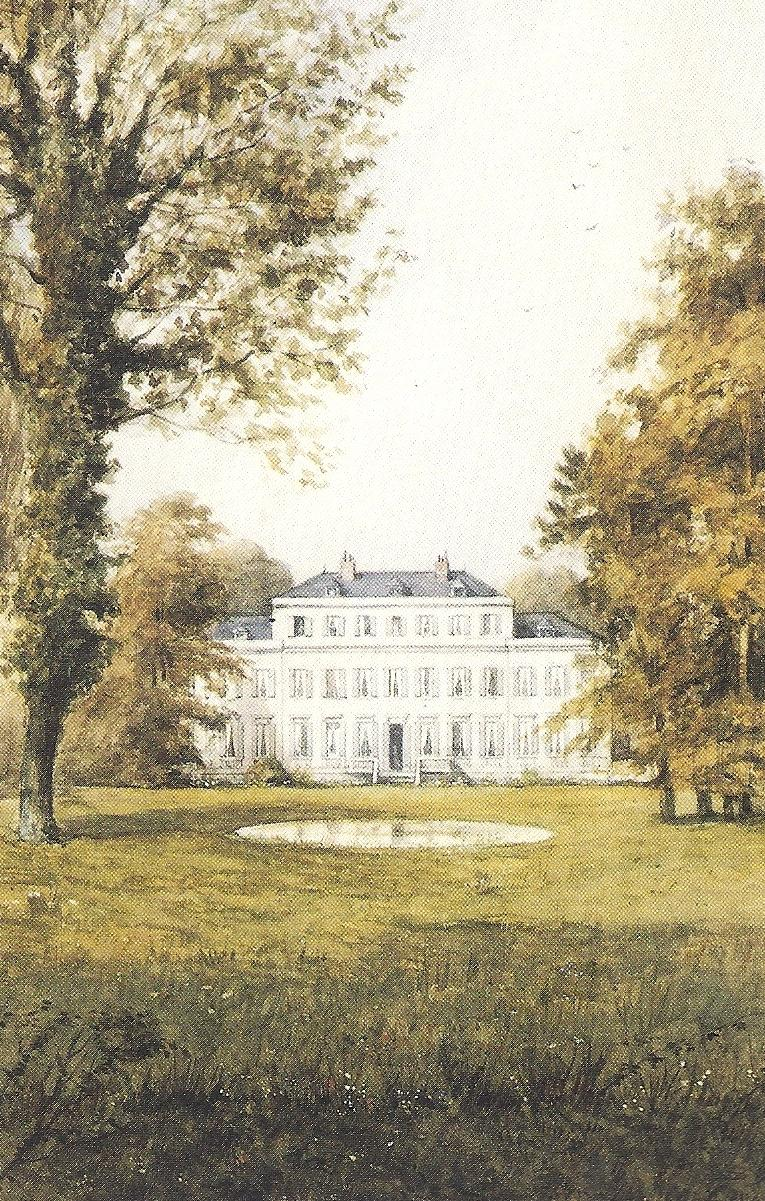
Le château de Brévannes lui appartient depuis 1824.

Il s'est converti au christianisme en 1790, mais est redevenu pleinement Juif à Trieste, ; à Paris en 1826, il « professe la religion juive portugaise, ainsi que ses enfants » et fréquente « assidûment » les synagogues.
Philippe Sarchi épouse à Vienne en avril 1798 Franziska Schmidt, fille de Mathias Schmidt ou Holziger selon Salah, Holzinger ou Hraschansky selon d'autres, imprimeur et éditeur de la cour de Vienne,, et de Regina Brunnenfeld.
- Ils ont comme enfants :
  - Philippe Benoit Sarchi (1800-1864), courtier[30] puis agent de change à Paris, épouse Adèle Pinta.
    - Eugénie Sarchi (1822-1903) épouse Charles Sébastien Guyot de Lisle (1818-1878).
    - Caroline Sarchi (+1898) épouse Charles-Urbain Bricogne (1816-1898), ingénieur et inventeur dans le domaine des chemins de fer.

  - Charles Sarchi (1803-1879), employé[30], puis agent de change, il publie des traductions et des essais, dont l’Examen de la doctrine de Kant en 1872[31],[32] ; il épouse Félicité Rodrigues-Henriques[33], fille d'Isaac Rodrigues-Henriques, sœur d'Olinde Rodrigues et belle-sœur d'Émile Pereire.
    - Hélène Sarchi (+1921) épouse en 1862 le botaniste et biologiste Philippe Van Tieghem.
    - Augustin Sarchi (+1858).

- Il se remarie avec Henriette Salom (morte en 1850), dont il a un fils :
  - Emmanuel Sarchi (1809-1877), employé en 1826 « dans la maison de son père et de son frère »[30], ensuite agent de change puis rentier, épouse Johanna Jeidels.
    - Paul Sarchi (1825-1893), agent de change à Paris[34].

Philippe Sarchi a acheté en 1824 le château de Brévannes, devenu l'actuel hôpital Émile-Roux de Limeil-Brévannes, et monument historique. Il est aussi propriétaire de la chapelle Sainte-Marie-Madeleine, où son neveu le peintre et aquarelliste Hector Giacomelli (1822-1904) exécute plus tard des fresques.

## Œuvres
(Seules les œuvres originales de Sarchi sont indiquées ici, pas ses traductions)
- (de) Theoretisch-praktische italienische Sprachlehre, Vienne, 1795 ; rééd. 1805.
- (it) Grammatica italiana, Vienne, Schmidt, 1795 ; 3e réédition, 1805.
- (it) Ape poetica o il fior da fiore delle migliorie poesie italiane, Vienne, 1797.
- (it) Elementi di Geografia moderna per uso di giovinette in versi rimati, Udine, 1811.
- Cours de thèmes italiens, Paris, Th. Barrois et Jombert, 1822 (Rééd., Paris, 1823).
- (en) An Essay on hebrew Poetry ancient and modern, Londres, 1824 [Texte intégral en ligne] ; plusieurs rééd. ; dernière réédition : Kessinger Publishing, LLC, 2009  (ISBN 1-104-67531-5 et 9781104675318).
- Grammaire hébraïque raisonnée et comparée, Paris, Dondey-Dupré, 1827 ; plusieurs rééditions, alternativement sous le même nom ou sous le nom de Nouvelle grammaire hébraïque raisonnée et comparée, Paris, Dondey-Dupré, 1827 et 1828 [Texte intégral en ligne] ; Paris, Pélicier et Chatet, 1828, 1830 ... 1844.
- Un almanach, divers articles, dans l'Israélite français (2 volumes, Paris, 1817), dans La Minerve littéraire et dans différents journaux et revues.